# Nico Perrone

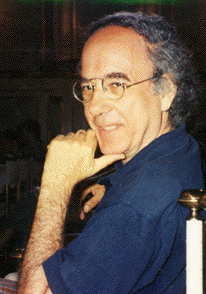
Nico Perrone

Nicola Carlo Perrone (* 27. April 1935 in Bari, Italien) ist ein Essayist, Historiker mit Schwerpunkt 18. und 20. Jahrhundert und Journalist.

## Leben
Perrone ist seit 1977 Professor für Zeitgeschichte und amerikanische Geschichte an der Universität Bari. Er war 1991 Gastprofessor an der Universität Roskilde in Dänemark und der Copenhagen Business School (1992 und 1993) sowie der Universität Kopenhagen (2003). Als Gastprofessor an der Universität Padua wirkte Perrone 1981 und 1999. Perrone wurde 1986 zum Ehrenbürger des US-amerikanischen Bundesstaats Nebraska ernannt.
Perrone war von 1982 bis 2006 freier Mitarbeiter des öffentlich-rechtlichen Fernsehrundfunks in Italien (RAI), diverser Tageszeitungen und Zeitschriften und 2001 des Westdeutschen Rundfunks. Ab 2005 war er Redakteur der Zeitschrift Storia in Rete, und 1980 bis 1984 Editor von America (Dedalo Verlag), einer Buchreihe über die Vereinigten Staaten.

## Publikationen (Auswahl)
- European and American Patterns in a Conflictive Development, Roskilde, Roskilde Universitetscenter 1992, ISBN 87-7349-218-3
- Fjernt fra Maastricht [Fern von Maastricht], Roskilde, Roskilde Universitetscenter 1992, ISBN 87-7349-218-3
- The Strategic Stakes in Mattei's Flight. In: EIR, Vol. 20, No. 23, Washington, DC, June 11, 1993, ISSN 0273-6314
- De Gasperi e l'America, Palermo, Sellerio, 1995, ISBN 8-83891-110-X
- Maastricht from Scandinavia. In: Festschrift for Bruno Amoroso: 14 Papers in Honour of Bruno Amoroso's 60th Birthday, Roskilde: Roskilde Universitetscenter 1996
- The Mediterranean and the American Patronage. In: "A Celebration". Contributions for Noam Chomsky's 70th Birthday, Boston: MIT Press 1998
- Enrico Mattei, Bologna, Il Mulino 2001, ISBN 8-81507-913-0
- The International Economy from a Political to an Authoritative Drive, Roskilde, Roskilde University Press 2003, ISBN 87-7867-272-4

## Rundfunksendungen
- Prima pagina (RAI, Radio 3, 5.–11. Januar 1986)
- Enrico Mattei (RAI, Radio 2, 24. April – 19. Mai 2006)